# ГАЕС Qīngyuǎn
ГАЕС Qīngyuǎn (清远抽水蓄能电站) — гідроакумулювальна електростанція на сході Китаю у провінції Гуандун. Резервуари станції створені на лівих притоках річки Qinhuanghe, правої притоки Бейцзян, однієї із трьох складових Чжуцзян, яка впадає до Південно-Китайського моря між Гуанчжоу та Гонконгом.
Верхній резервуар станції створили за допомогою кам'яно-накидної греблі висотою 54 метра та довжиною 230 метрів. Разом із шістьома допоміжними спорудами вона утримує водосховище з об'ємом 11,3 млн м3 (корисний об'єм 10,6 млн м3) та припустимим коливанням рівня поверхні у операційному режимі між позначками 587 та 612,5 метра НРМ (під час повені рівень може зростати до 613,3 метра НРМ, а об'єм — до 11,9 млн м3).
Нижній резервуар створили за допомогою кам'яно-накидної греблі висотою 76 метрів та довжиною 275 метрів. Вона утримує водосховище із об'ємом 12,1 млн м3 (корисний об'єм 10,6 млн м3) та припустимим коливанням рівня поверхні у операційному режимі між позначками 108 та 137,7 метра НРМ (під час повені рівень може зростати до 142,5 метра НРМ, а об'єм — до 15 млн м3).
Резервуари з'єднані із підземним машинним залом за допомогою тунельної траси довжиною 2,4 км. Підвідний та відвідний тунелі виконані в діаметрі 9,2 метра, тоді як подача та відведення ресурсу безпосередньо до/від гідроагрегатів здійснюється по патрубках з діаметром 4/4,5 метра.
Основне обладнання станції становлять чотири оборотні турбіни типу Френсіс потужністю по 320 МВт, які використовують напір до 504 метрів та мають проектну виробітку 2332 млн кВт-год електроенергії на рік.
Зв'язок із енергосистемою забезпечується за допомогою ЛЕП, розрахованою на роботу під напругу 500 кВ.